# 呂斯塔灣
67°50′S 67°17′W / 67.833°S 67.283°W

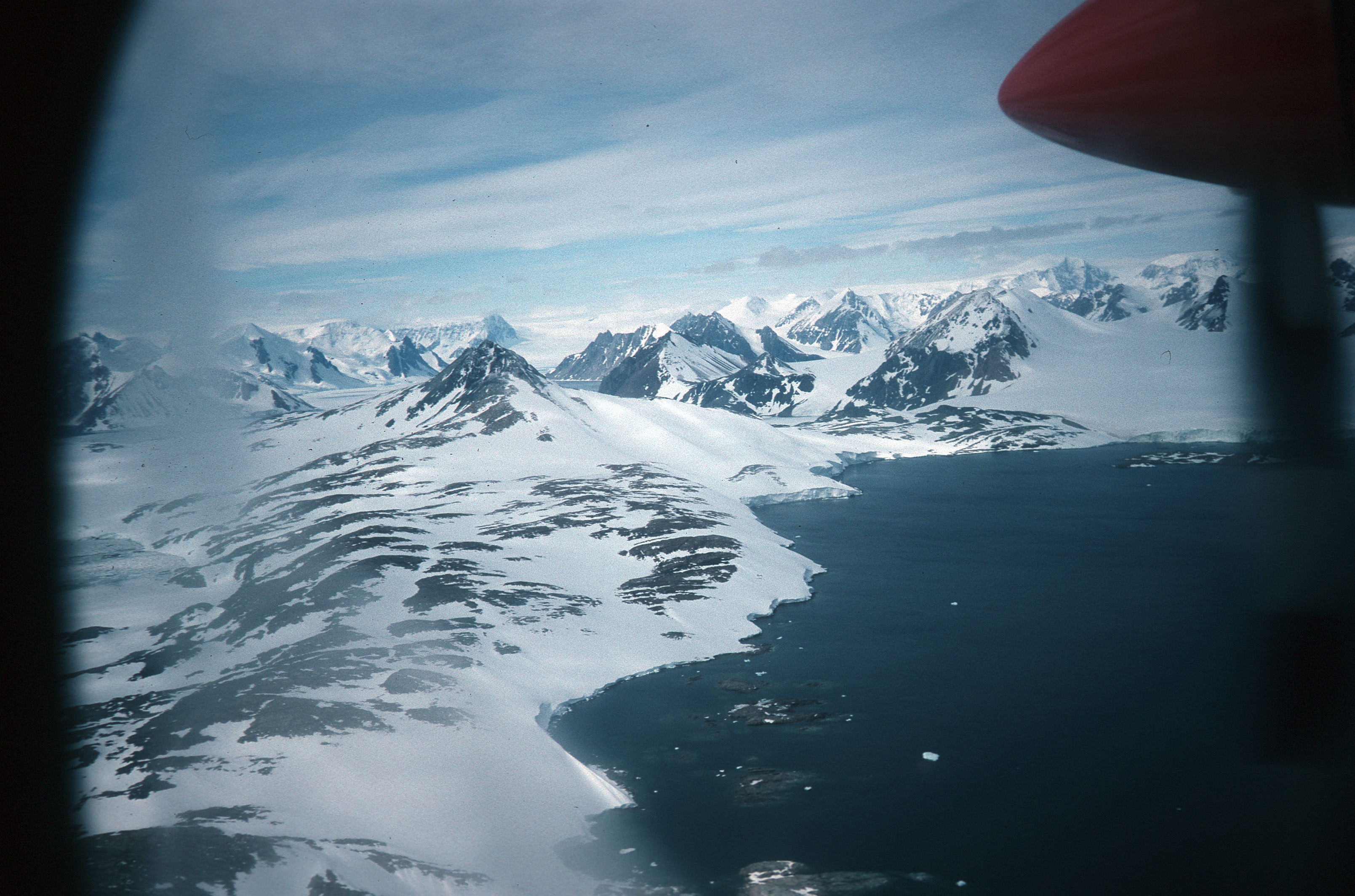

呂斯塔灣是南極洲的海灣，位於瑪格麗特灣東北部，處於馬蹄島西部，寬5公里，首次由英國探險隊探測，該海灣現時由南極條約體系管理。